# IC 2283
IC 2283 је појединачна звијезда у сазвјежђу Рак која се налази на листи објеката дубоког неба у Индекс каталогу.
Деклинација објекта је + 24° 47' 11" а ректасцензија 8h 19m 17,5s.